# Jean Lecomte du Nouÿ
Jean-Jules-Antoine Lecomte du Nouÿ, född den 10 juni 1842 i Paris, död där den 19 februari 1923, var en fransk målare.
Lecomte du Nouÿ utförde historiska motiv med noggrant studerad och rekonstruerad tidskaraktär (Frambäraren av dåliga nyheter, fornegyptisk scen, i Luxembourgmuseet i Paris), kyrkmålningar, bataljmålningar och porträtt samt uppträdde även med skulpturverk, bland dessa marmorstatyn Döden för friheten. 
Hans bror Émile André Lecomte du Nouÿ, född 1844, död den 11 november 1914, var arkitekt. Dennes hustru, Hermine-Augustine-Eugénie Oudinot, född den 10 mars 1854, död den 18 juni 1915, författade högt skattade historiska romaner och noveller. Deras son, Pierre Lecomte du Nouÿ, var matematiker.